# Caligo eurilochus
Caligo eurilochus är en fjärilsart som beskrevs av Pieter Cramer 1776. Caligo eurilochus ingår i släktet Caligo och familjen praktfjärilar. Inga underarter finns listade i Catalogue of Life.

## Bildgalleri

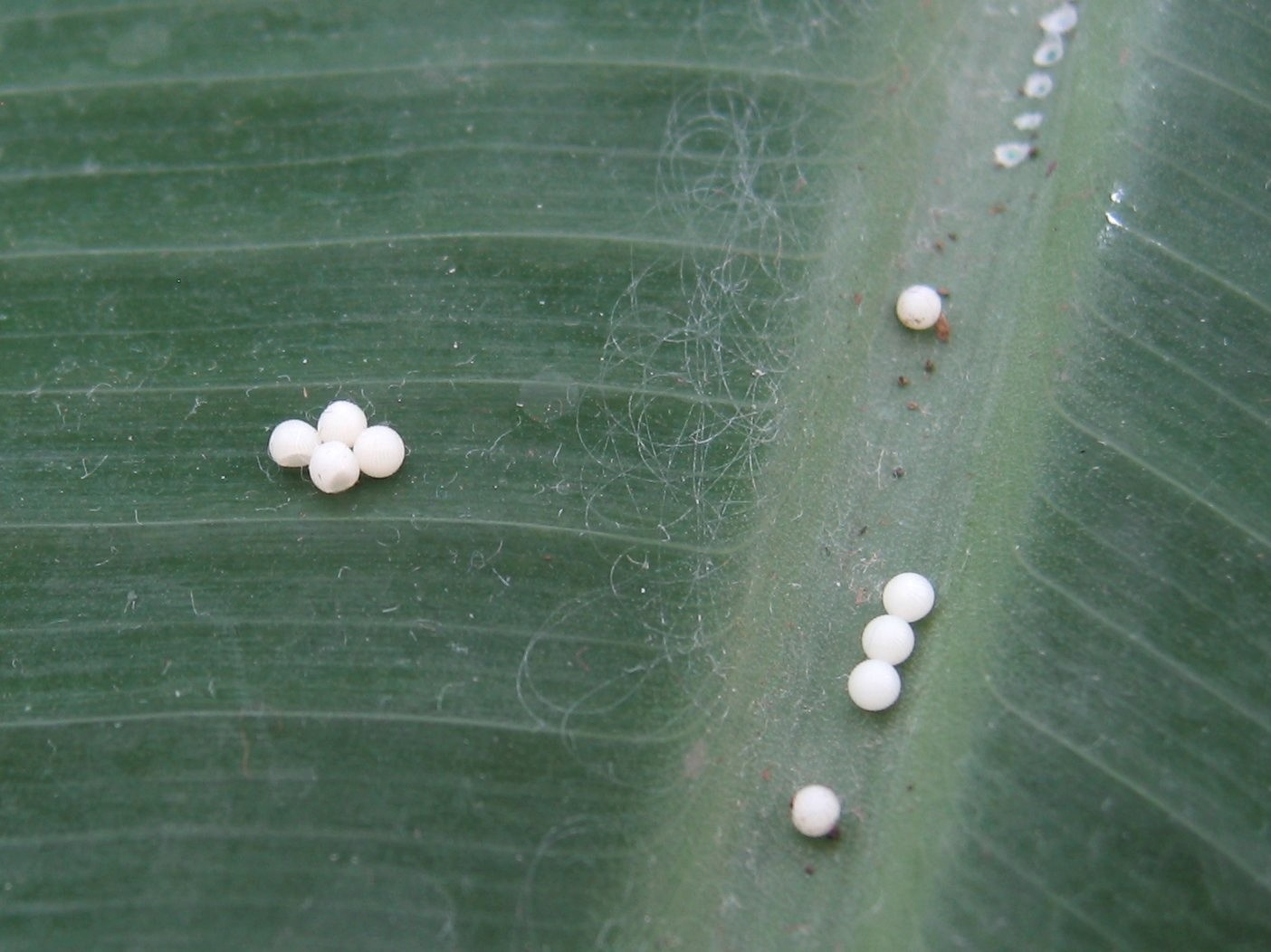
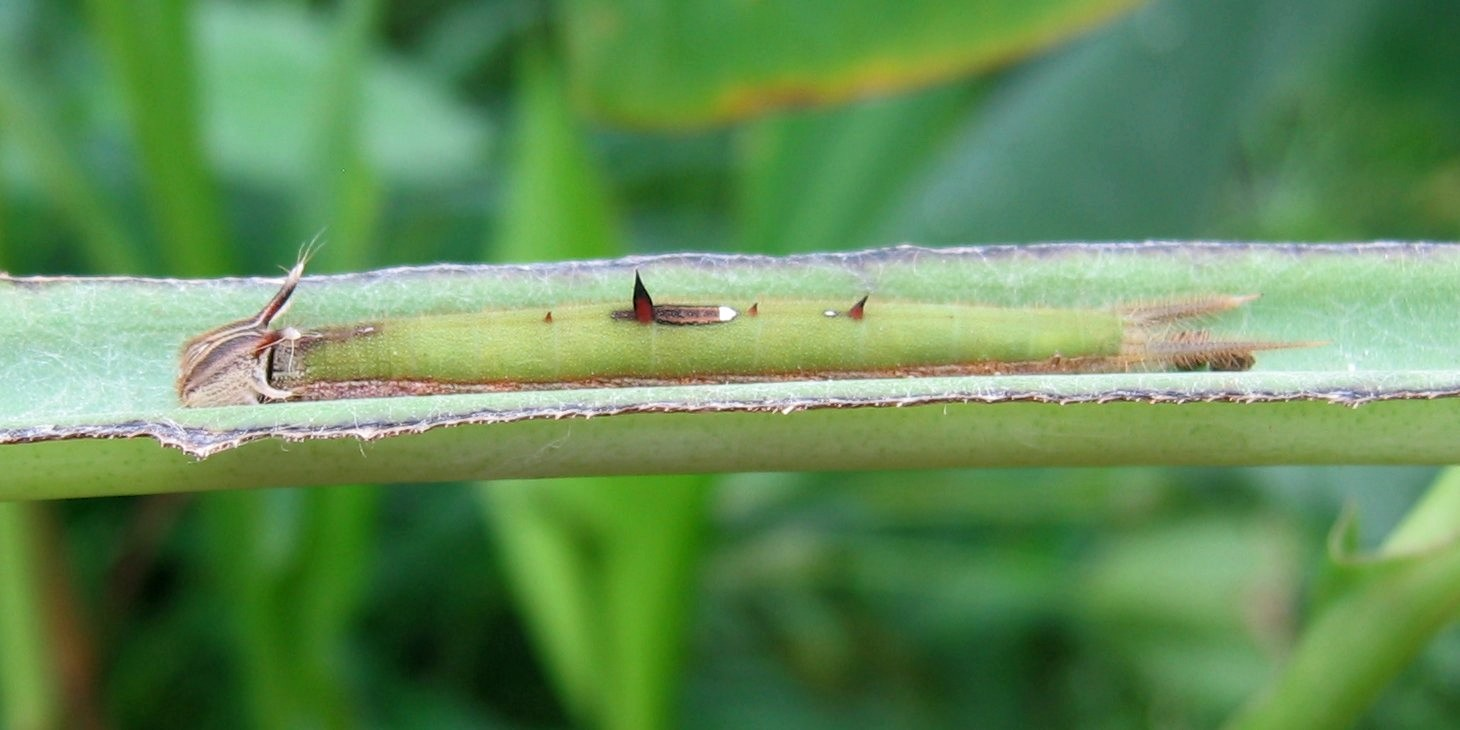
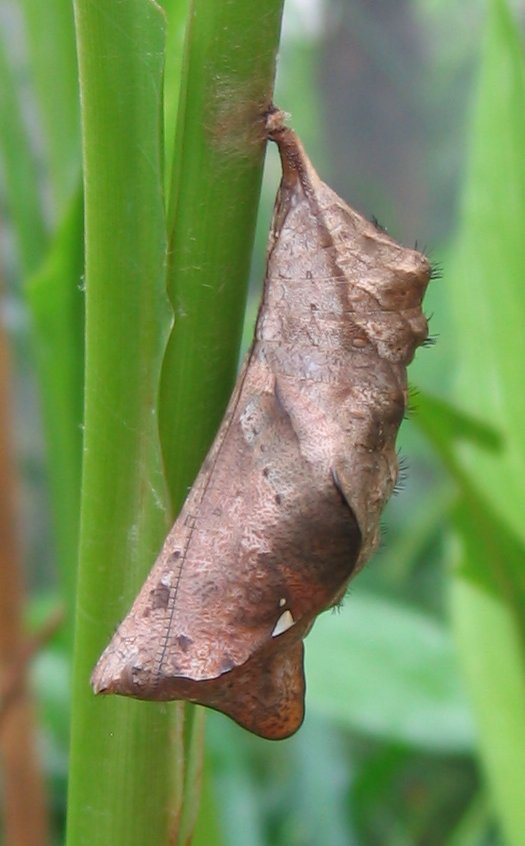
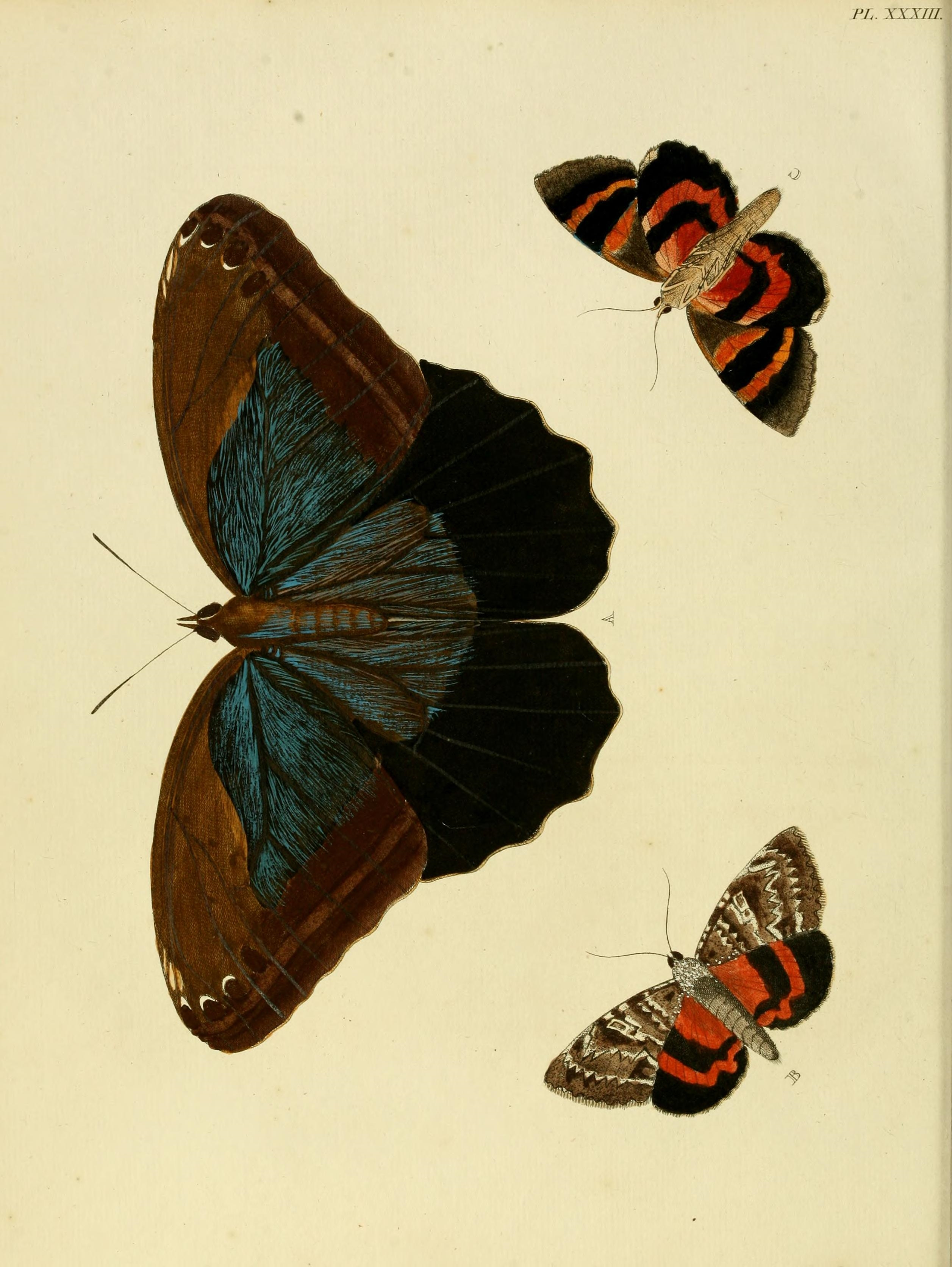